# Direitos humanos em Cuba
Os direitos humanos em Cuba estão sob o escrutínio de organizações de direitos humanos, que acusam o governo cubano de cometer abusos sistemáticos contra o povo cubano, como prisões arbitrárias e julgamentos injustos. Organizações internacionais, como a Anistia Internacional e a Human Rights Watch, chamaram a atenção para os prisioneiros de consciência no país. Além disso, o Comitê Internacional para a Democracia em Cuba liderado pelos ex-estadistas Václav Havel da República Tcheca, José María Aznar da Espanha e Patricio Aylwin do Chile foi criado para apoiar o movimento dissidente cubano.
Foram expressas preocupações sobre o funcionamento do devido processo legal. De acordo com a Human Rights Watch, embora Cuba, oficialmente ateia até 1992, agora "permita maiores oportunidades de expressão religiosa do que nos anos anteriores e tenha permitido a operação de vários grupos humanitários geridos por religiosos, o governo ainda mantém um controle rígido sobre os direitos, instituições, grupos afiliados religioso e crentes individuais". A censura em Cuba também tem estado no centro das reclamações. De acordo com o relatório de 2017 da Human Rights Watch, o regime cubano continua a recorrer à detenção arbitrária para assediar e intimidar críticos, ativistas independentes, opositores políticos e outros. Este relatório acrescenta que a Comissão Cubana para os Direitos Humanos e a Reconciliação Nacional, um grupo independente de direitos humanos que não tem autorização oficial e é, portanto, considerado ilegal pelo governo, recebeu mais de 7,9 mil relatos de detenções arbitrárias de janeiro a agosto de 2016, o que representa a maior média mensal de detenções nos últimos seis anos.
O Relatório Anual 2017-2018 da Anistia Internacional também referiu mais detenções arbitrárias, demissões discriminatórias por parte de agências estatais e assédio no trabalho independente com o objetivo de silenciar críticas. No que diz respeito a qualquer progresso na educação, a Anistia Internacional relatou que os avanços no setor foram minados pela censura contínua online e offline. Cuba permaneceu praticamente fechada a observadores independentes dos direitos humanos.

## Tópicos

### Execuções políticas
Várias estimativas foram feitas para determinar o número de execuções políticas levadas a cabo em nome do governo cubano desde a Revolução Cubana. Durante os primeiros dois meses de 1959, o governo de Fidel Castro executou mais de 300 funcionários de Fulgêncio Batista, sendo que o historiador latino-americano Thomas E. Skidmore estimou que houve 550 execuções nos primeiros seis meses de 1959. Em uma matéria da UPI de abril de 1961, a agência afirmou que cerca de "700 morreram diante dos pelotões de fuzilamento de Castro" entre 1959 e 1961. O Manual Mundial de Indicadores Políticos e Sociais constatou que houve 2.113 execuções políticas entre os anos 1958-67, enquanto o historiador britânico Hugh Thomas afirmou em seu estudo Cuba ou a busca pela liberdade que "talvez" 5 mil execuções ocorreram até 1970.
A grande maioria dos executados diretamente após a revolução de 1959 eram policiais, políticos e espiões do regime de Batista e acusados de crimes como tortura e homicídio, sendo que os seus julgamentos públicos e execuções gozaram de amplo apoio popular entre a população cubana. A maioria dos estudiosos concorda que os executados eram provavelmente culpados das acusações, mas seus julgamentos não seguiram o devido processo legal. O governo cubano justificou tais medidas alegando que em Cuba, a aplicação da pena de morte contra criminosos de guerra e outros seguiu o mesmo procedimento que tinha sido anteriormente seguido pelos Aliados durante os julgamentos de Nuremberga. Alguns estudiosos cubanos sustentam que se o governo não tivesse imposto legislação severa contra os torturadores, terroristas e outros criminosos que tinham sido empregados pelo regime de Batista, o próprio povo teria feito justiça com as próprias mãos.

### Repressão política

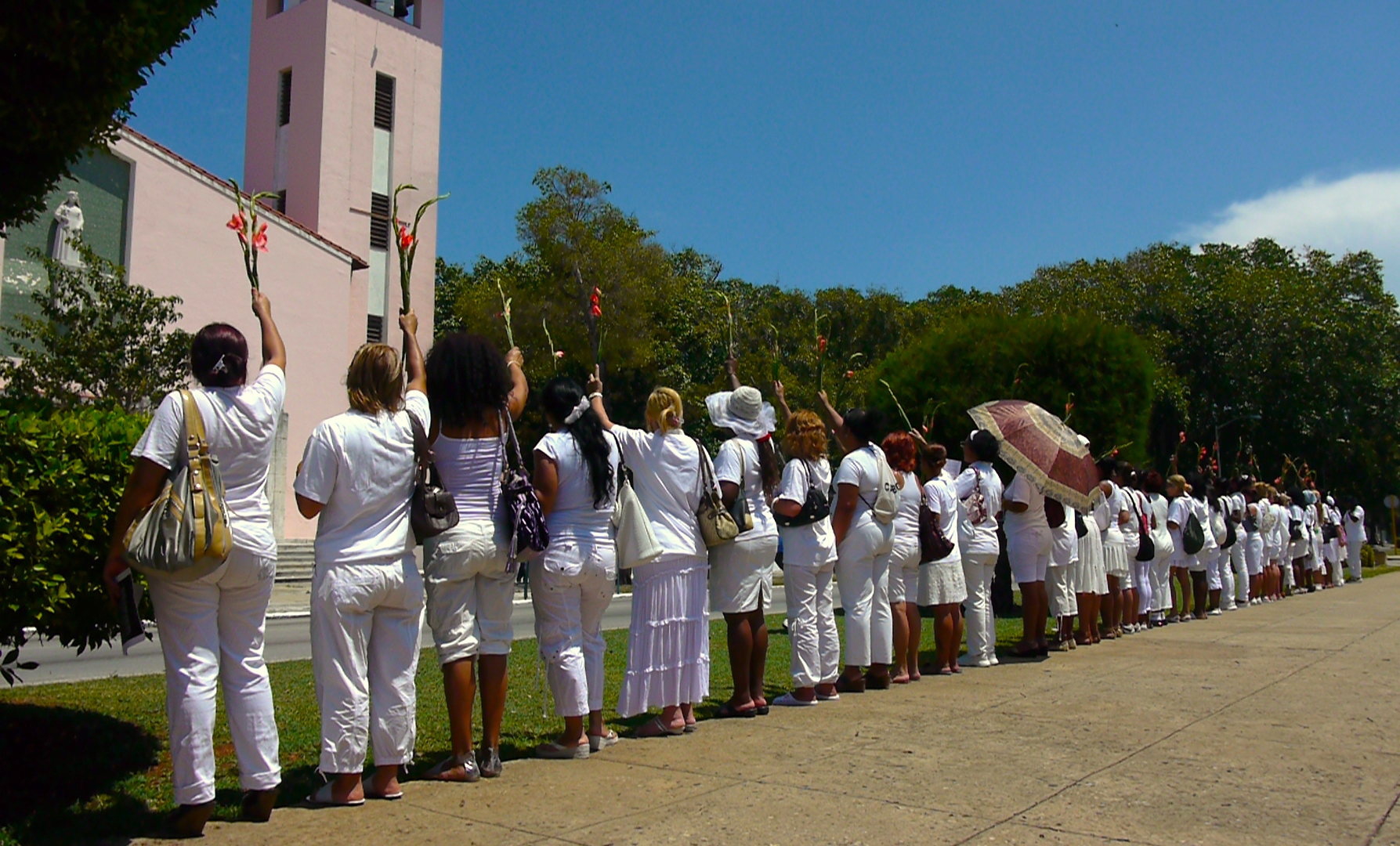
Manifestação das Damas de Branco em Havana em abril de 2012

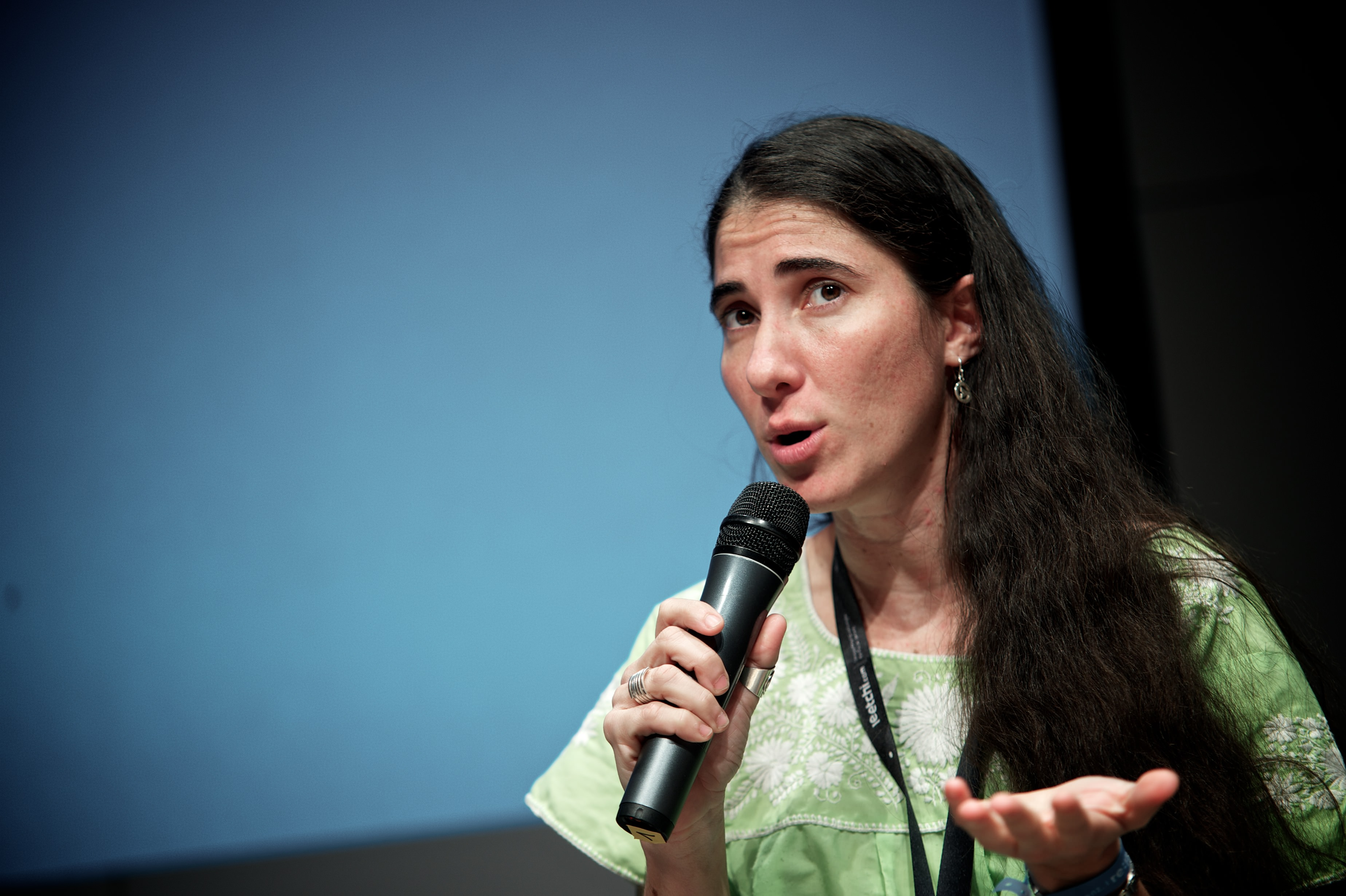
A jornalista Yoani Sánchez é uma proeminente crítica do governo cubano

Um relatório de 2009 da Human Rights Watch concluiu que "Raúl Castro manteve a máquina repressiva de Cuba firmemente instalada... desde que o seu irmão Fidel Castro lhe entregou o poder". O relatório concluiu que "núcleos de presos políticos presos sob Fidel continuam a definhar na prisão e Raúl usou leis draconianas e julgamentos simulados para encarcerar muitos outros que ousaram exercer os seus direitos fundamentais."
A Freedom House, financiada pelo governo dos Estados Unidos, classifica Cuba como "não livre" e observa que "Cuba é o único país nas Américas que consistentemente faz parte da lista dos "Piores dos Piores da Freedom House: as sociedades mais repressivas do mundo" por conta da ampla difusão de abusos de direitos políticos e liberdades civis." O Relatório Mundial de 2017 da Human Rights Watch escreve que os jornalistas independentes que publicam informações consideradas críticas ao governo estão sujeitos a campanhas difamatórias e detenções arbitrárias, tal como os artistas e acadêmicos que exigem maiores liberdades.
Um relatório de 1999 da Human Rights Watch observa que a principal responsabilidade do Ministério do Interior é monitorar a população cubana em busca de sinais de dissidência. Em 1991 surgiram dois novos mecanismos de vigilância e controle internos. Os líderes do Partido Comunista de Cuba organizaram o Sistema Único de Vigilância e Proteção (SUVP). Brigadas de Ação Rápida (também conhecidas como Brigadas de Resposta Rápida) observam e controlam dissidentes. O governo também “mantém arquivos acadêmicos e trabalhistas (expedientes escolares e de trabalho) de cada cidadão, nos quais os funcionários registram ações ou declarações que podem influenciar a lealdade da pessoa à revolução. Antes de avançar para uma nova escola ou cargo, o histórico do indivíduo deve primeiro ser considerado aceitável".

### Censura
Cuba ficou no último lugar do Índice de Liberdade de Imprensa 2008 compilado pela Repórteres Sem Fronteiras (RSB). Cuba foi nomeada um dos dez países que mais censuram no mundo pelo Comitê para a Proteção dos Jornalistas. Segundo o grupo estadunidense Comitê para a Proteção dos Jornalistas, os meios de comunicação cubanos são operados sob a supervisão do Departamento de Orientação Revolucionária do Partido Comunista, que “desenvolve e coordena estratégias de propaganda”.
Grupos de direitos humanos e organizações internacionais acreditam que esses artigos subordinam o exercício da liberdade de expressão ao Estado. A Comissão Interamericana de Direitos Humanos avalia que: "É evidente que o exercício do direito à liberdade de expressão nos termos deste artigo da Constituição é regido por dois determinantes fundamentais: por um lado, a preservação e o fortalecimento do Estado comunista; por outro, a necessidade de amordaçar qualquer crítica ao grupo no poder." O grupo de direitos humanos Anistia Internacional afirma que a propriedade universal dos meios de comunicação pelo Estado significa que a liberdade de expressão é restringida, visto que o exercício do direito à liberdade de expressão é restrito pela falta de meios de comunicação de massa fora do controle estatal. A Human Rights Watch declara: “Recusando reconhecer o monitoramento dos direitos humanos como uma atividade legítima, o governo nega estatuto legal aos grupos locais de direitos humanos. Os indivíduos que pertencem a estes grupos enfrentam assédio sistemático, sendo que o governo coloca obstáculos para os impedir de documentar as condições dos direitos humanos. Além disso, grupos internacionais de defesa dos direitos humanos, como a Human Rights Watch e a Anistia Internacional, estão proibidos de enviar missões de investigação a Cuba. Continua a ser um dos poucos países do mundo a negar ao Comitê Internacional da Cruz Vermelha o acesso às suas prisões."
Um relatório da Repórteres Sem Fronteiras de outubro de 2006 concluiu que a utilização da Internet é muito restrita na ilha e está sob vigilância rigorosa do governo. O acesso só é possível com autorização governamental e os equipamentos são racionados. O e-mail é monitorado. Além disso, jornalistas estrangeiros são sistematicamente expulsos de Cuba.

### Restrições à liberdade de reunião
Em 2005, a Human Rights Watch declarou que a "liberdade de reunião é severamente restringida em Cuba e os dissidentes políticos são geralmente proibidos de se reunirem em grandes grupos". Em 2006, a Anistia declarou que "Todas as associações e sindicatos de direitos humanos, civis e profissionais que existem hoje em Cuba fora do funcionalismo do aparato estatal e das organizações de massa controladas pelo governo estão impedidos de ter estatuto legal. Isto muitas vezes coloca em risco os indivíduos que pertencem a estas associações de enfrentarem assédio, intimidação ou acusações criminais por atividades que constituem o exercício legítimo das liberdades fundamentais de expressão, associação e reunião."
As autoridades cubanas reconhecem apenas uma única central sindical nacional, a Central de Trabajadores de Cuba (CTC). O governo proíbe explicitamente os sindicatos independentes, há assédio e detenção sistemáticos de ativistas trabalhistas e os líderes das tentativas de sindicatos independentes foram presos. O direito à greve não é reconhecido por lei. 

### Pena de morte
Cuba impôs uma moratória sobre o uso da pena capital em 1999. Contudo, foi aberta uma exceção quando, em 2003, três membros de um bando de dez pessoas foram executados pelo sequestro de uma balsa. Os sequestradores tentavam chegar à Flórida, mas ficaram sem combustível apenas na metade do caminho para seu destino. Após um impasse de dois dias, a balsa foi escoltada por barcos de patrulha da guarda costeira de volta a um porto cubano, aparentemente para reabastecer; quando os reféns começaram a pular pelas laterais do navio, porém, as autoridades subjugaram os sequestradores e recuperaram o controle. Quatro outros homens foram condenados à prisão perpétua e as restantes três mulheres envolvidas receberam de 1 a 5 anos de prisão.

### Atos de repúdio
Grupos de direitos humanos, incluindo a Anistia Internacional, há muito que criticam o que as autoridades cubanas chamam de "atos de repúdio" (actos de repudio), que ocorrem quando grandes grupos de cidadãos abusam verbalmente, intimidam e por vezes agridem fisicamente e atiram pedras e outros objetos contra as casas de cubanos que são considerados contrarrevolucionários. Grupos de direitos humanos suspeitam que estes atos são frequentemente realizados em conluio com as forças de segurança e envolvem por vezes os Comitês para a Defesa da Revolução ou as Brigadas de Resposta Rápida.

### Viagens e emigração

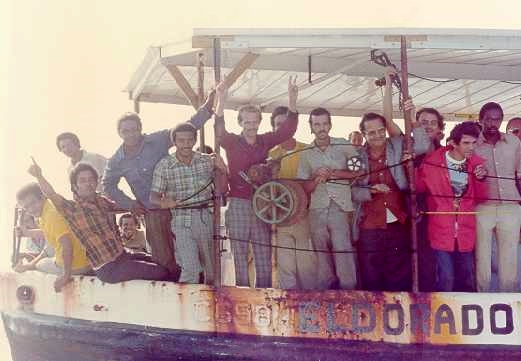
Refugiados cubanos chegando em barcos superlotados durante a crise do Êxodo de Mariel

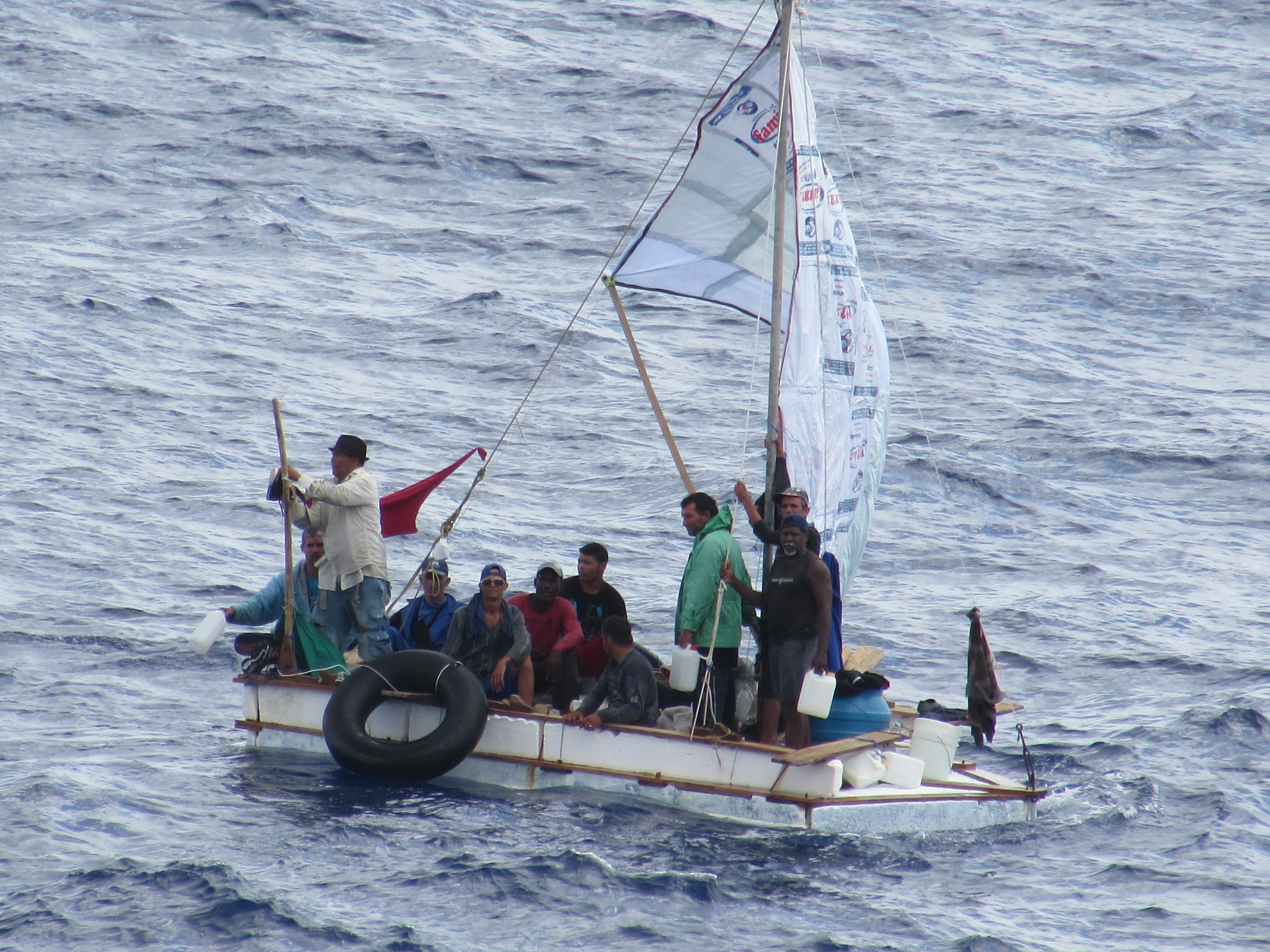
Refugiados cubanos em 2014

A partir de 14 de janeiro de 2013, todas as restrições e controles de viagens impostos pelo governo cubano foram abolidas.
Antes, no entanto, os cidadãos cubanos não podiam viajar para o exterior, sair ou regressar a Cuba sem primeiro obter permissão oficial, juntamente com a solicitação de passaporte e visto de viagem emitidos pelo governo, o que muitas vezes era negado. As viagens não autorizadas ao estrangeiro resultaram por vezes em processos criminais. Era comum, naquela época, que certos cidadãos autorizados a viajar (principalmente pessoal médico e outros profissionais considerados essenciais para o país) não fossem autorizados a levar os filhos consigo para o exterior. No caso de os médicos cubanos desertarem para os Estados Unidos quando forem enviados para uma "missão" fora de Cuba para qualquer país estrangeiro, quaisquer crianças deixadas para trás não seriam autorizadas a juntar-se aos seus pais desertores durante um período mínimo de dez anos, mesmo que eles receberam visto de estrangeiro, independentemente da idade.
De 1959 a 1993, cerca de 1,2 milhão de cubanos (cerca de 10% da população atual) deixaram a ilha rumo aos Estados Unidos, muitas vezes por mar em pequenos barcos e jangadas frágeis. Nos primeiros anos, vários daqueles que podiam reivindicar a dupla cidadania hispano-cubana partiram para Espanha. Com o tempo, vários judeus cubanos foram autorizados a emigrar para Israel após negociações silenciosas; a maioria dos cerca de 10 mil judeus que estavam em Cuba em 1959 partiram. Desde o colapso da União Soviética, muitos cubanos residem agora em vários países, alguns acabando em países da União Europeia. Um grande número de cubanos vive no México e Canadá.

### Assistência médica
O governo cubano opera o sistema nacional de saúde e assume total responsabilidade fiscal e administrativa pela assistência médica dos seus cidadãos. O governo proíbe quaisquer alternativas privadas. Em 1976, o programa de saúde de Cuba foi consagrado no Artigo 50 da Constituição revista que afirma: “Todas as pessoas têm direito à proteção e aos cuidados de saúde”, que são gratuitos.
No entanto, não existe direito à privacidade, nem ao consentimento informado do paciente, nem ao direito de protestar ou processar um médico ou clínica por negligência médica. Além disso, o paciente não tem o direito de recusar o tratamento (por exemplo, um rastafari não pode recusar uma amputação alegando que a sua religião a proíbe). Muitos cubanos reclamam da política no tratamento médico e na tomada de decisões sobre cuidados de saúde.
Espera-se que os médicos de família mantenham registos da “integração política” dos seus pacientes. A vigilância epidemiológica justapôs-se à vigilância política.

### Liberdade religiosa
Nos anos que se seguiram à Revolução Cubana, as atividades da Igreja Católica Romana foram severamente limitadas e em 1961 todos os bens detidos por organizações religiosas foram confiscados pelo Estado sem compensação. Centenas de membros do clero, incluindo um bispo, foram expulsos permanentemente da nação. A liderança cubana era oficialmente ateia até 1992, quando o Partido Comunista concordou em permitir a adesão de seguidores religiosos ao partido. Em 1998, o Papa João Paulo II visitou a ilha e foi autorizado a realizar grandes missas ao ar livre e foram emitidos vistos para dezenove padres estrangeiros que fixassem residência no país. Além disso, outros grupos religiosos em Cuba, como a comunidade judaica, estão agora autorizados a realizar serviços públicos e a importar materiais religiosos e alimentos kosher para a Páscoa judaica, bem como a receber rabinos e outros visitantes religiosos do estrangeiro. Em outubro de 2008, Cuba marcou a inauguração de uma catedral ortodoxa russa em Havana, numa cerimônia que contou com a presença de Raúl Castro, do vice-presidente Esteban Lazo, do líder do parlamento Ricardo Alarcón, e de outras figuras importantes. A imprensa cubana notou que era catedral foi a primeira do gênero na América Latina.
Em 2022, a Freedom House classificou a liberdade religiosa de Cuba como 3 em 4, observando que a liberdade religiosa melhorou na última década.
Um relatório de 2023 descobriu que as violações documentadas da liberdade religiosa mais que duplicaram, de 272 em 2021 para 657 em 2022.

### Direitos das mulheres
Cuba é líder regional nos direitos das mulheres. No que diz respeito aos direitos reprodutivos, as mulheres cubanas têm até dois anos de licença maternidade e livre acesso ao aborto.
As mulheres chefiam quase 50% dos lares em Cuba. Sessenta por cento dos profissionais cubanos são mulheres. As mulheres cubanas também têm alta representação no país, detendo 48,9% dos assentos parlamentares na Assembleia Nacional Cubana.

### Direitos LGBT
Os direitos LGBT em Cuba evoluíram significativamente ao longo do tempo, desde a discriminação generalizada na maior parte do século XX até ao que são hoje consideradas algumas das políticas LGBT mais progressistas da América Latina.
Milhares de homossexuais, Testemunhas de Jeová, e dissidentes foram forçados a cumprir o serviço militar obrigatório na década de 1960 nos campos da UMAP, onde foram sujeitos a "reeducação" política. Os comandantes militares brutalizaram os presos. Carlos Alberto Montaner diz que “campos de trabalhos forçados foram instituídos com toda rapidez para “corrigir” tais "desvios" ... Maus tratos verbais e físicos, cabeças raspadas, trabalho da madrugada ao anoitecer, redes, chão de terra, comida escassa ... Os campos ficaram cada vez mais lotados à medida que os métodos de prisão se tornaram mais convenientes".
No final da década de 1960, por causa da "higiene social revolucionária", o governo Castro alegou limpar as artes de escritores "sodomitas fraudulentos" e dançarinos "afeminados doentes". Além disso, homens com cabelos longos eram presos e seus cabelos eram cortados.
Diz-se que Castro afirmou uma vez que, "no país não há homossexuais", antes de afirmar em 1992 que a homossexualidade é uma "tendência humana natural que deve simplesmente ser respeitada". Outra fonte relata que Castro denunciou os "maricones" ("bichas") como "agentes do imperialismo". Castro também teria afirmado que “os homossexuais não deveriam ser permitidos em posições onde possam exercer influência sobre os jovens”.
Cuba fez reformas no século XXI, particularmente por meio do bem-sucedido referendo do Código da Família de 2022.
Em 2003, Carlos Sanchez da Associação Internacional de Lésbicas e Gays publicou um relatório sobre a situação dos gays em Cuba, que afirmava que o governo cubano já não impõe quaisquer punições legais aos seus cidadãos gays, que existe um maior nível de tolerância entre os cubanos para pessoas gays, bissexuais e transexuais, e que o governo cubano estava aberto a endossar uma plataforma de direitos de gays e lésbicas nas Nações Unidas. Desde 2005, as cirurgias de redesignação sexual para indivíduos trans são gratuitas por lei e pagas pelo governo. Além disso, Havana agora tem uma cena gay e lésbica "animada e vibrante".
Numa entrevista de 2010 ao jornal mexicano La Jornada, o Primeiro Secretário do Partido Comunista de Cuba, Fidel Castro, chamou a perseguição aos homossexuais enquanto esteva no poder de "uma grande injustiça" e assumiu a responsabilidade pela perseguição, ao dizer: "Se alguém é responsável, sou eu ... Tivemos tantos e tão terríveis problemas, problemas de vida ou de morte. Naqueles momentos eu não conseguia lidar com esse assunto [dos homossexuais]. Encontrei-me imerso, principalmente, na crise de Outubro, na guerra, em questões políticas." Castro acreditava pessoalmente que o tratamento negativo dispensado aos gays em Cuba surgia das atitudes pré-revolucionárias do país em relação à homossexualidade.
Mariela Castro, filha do primeiro secretário do Partido Comunista, Raúl Castro, tem pressionado pelos direitos das lésbicas com o Centro Nacional Cubano de Educação Sexual, patrocinado pelo governo pró-lésbicas que ela lidera. Mariela afirmou que seu pai apoia totalmente suas iniciativas, dizendo que ele superou a homofobia para apoiar a filha.
A aprovação do referendo do Código da Família de 2022 legalizou o casamento entre pessoas do mesmo sexo e a adoção por pais do mesmo sexo. Cuba tem agora uma das posições mais progressistas em relação aos direitos LGBT entre os países latino-americanos.